# قيمات
لقيمات أو الرحويات (بالإنجليزية: Rhombozoa)‏ (من اليونانية:rhombos (رومبوس) = مشية دوارة + zoa (زوا) = حيوان) وتعني حيوان ذو مشية دوارة أي بشكل رحوي. هي شعبة طفيليات بالغة الصغر تعيش في زوائد الكلية عند الرأسقدميات.